# 東ティモール制憲議会選挙
東ティモール制憲議会選挙（ひがしティモールせいけんぎかいせんきょ）は、当時インドネシアの植民地だった東ティモール建国後の新しい憲法を制定するために設置される制憲議会を構成する議員を選出するため2001年8月30日に行われた選挙である。

## 概要
1999年8月30日に実施された住民投票でインドネシアから分離独立を選択したことに基づいて、国連東ティモール暫定行政機構（United Nations Transitional Administration in East Timor、以下UNTAET）が設置され、その元で独立に向けた準備が進められ、その一環として、UNTAET規則2001年第2号及び同規則2001年第11号の規定に基づいて行われた。

## 日程
- 3月16日

制憲議会選挙に関する規則公布
独立選挙委員会（IEC、Independent Electoral Commission）発足
住民登録開始
- 5月7日：政党登録開始
- 6月23日：住民登録終了
- 6月24日：政党登録申請の受付終了
- 6月27日：立候補者登録の受付終了
- 7月15日：政党による選挙運動の開始
- 8月30日：制憲議会選挙
- 9月10日：選挙結果が確定

## 選挙データ
- 制憲議会定数：88名
  - 各県代表（小選挙区）：13名
  - 全国区（比例代表）：75名
- 選挙制度：小選挙区比例代表並立制
- 立候補者：1,138名（27％が女性候補）
- 登録政党数：16政党
  - キリスト教民主党（PDC、Partido Democrata Cristao）
  - ティモール民主同盟（UDT、Uniao Democrata Timorense）
  - 民主党（PD、Partido Democratico）
  - ティモール人民民主協会（APODETI、Associao Popular Democrata Timorense）
  - 東ティモール独立革命戦線（FRETILIN、Frente Revolucionaia de Timor-Leste Independente）
  - 勇敢なるティモール連合（KOTA、Klibur Oan Timor Asuwain）
  - 東ティモール国家統一党（PARENTIL、Partido Republica Nacional Timor Leste）
  - ティモール国民党（PNT、Partido Nasionalista Timorense）
  - ティモール労働党（PTT (Trabalhista)、Partido Trabalhista Timorense）
  - マウベレ民主党（PDM、Partai Demokratik Maubere）
  - 社会民主党（PSD、Partido Social Democrata）
  - ティモール民主・キリスト教党（UDC/PDC、Partido Democrata-Cristao de Timor）
  - ティモール民衆党（PPT、Partido do Povo de Timor）
  - ティモール社会党（PST、Partido Socialista de Timor）
  - ティモール社会民主協会（ASDT、Assosiao Sosial-Democrata Timorense）
  - 自由党（PL、Partai Liberal）

## 選挙結果
- 投票日：2001年8月30日
- 有権者数：409,019名
- 投票率：91.3％
- 総投票者数：384,248名
- 有効得票総数：363,501名

| 党派                                    | 得票数 （全国区） | %     | 議席   | 議席      | 議席 |
| 党派                                    | 得票数 （全国区） | %     | 全国区 | 各県 代表 | 合計 |
| --------------------------------------- | ----------------- | ----- | ------ | --------- | ---- |
| 東ティモール独立革命戦線（FRETILIN）    | 208,531           | 57.37 | 43     | 12        | 55   |
| 民主党（PD）                            | 31,681            | 8.72  | 7      | 0         | 7    |
| 社会民主党（PSD）                       | 29,726            | 8.18  | 6      | 0         | 6    |
| ティモール社会民主協会（ASDT）          | 28,495            | 7.84  | 6      | 0         | 6    |
| ティモール民主同盟（UDT）               | 8,581             | 2.36  | 2      | 0         | 2    |
| ティモール国民党（PNT）                 | 8,035             | 2.21  | 2      | 0         | 2    |
| 勇敢なるティモール連合（KOTA）          | 7,735             | 2.13  | 2      | 0         | 2    |
| ティモール民衆党（PPT）                 | 7,322             | 2.01  | 2      | 0         | 2    |
| キリスト教民主党（PDC）                 | 7,181             | 1.98  | 2      | 0         | 2    |
| ティモール社会党（PST）                 | 6,483             | 1.78  | 1      | 0         | 1    |
| 自由党（PL）                            | 4,013             | 1.10  | 1      | 0         | 1    |
| ティモール民主・キリスト教党（UDC/PDC） | 2,413             | 0.66  | 1      | 0         | 1    |
| 独立系                                  | －                | －    | －     | 1         | 1    |
| 合計                                    | 合計              | 合計  | 75     | 13        | 88   |

出所：“Assembly election Falintil' Some Facts and Comments on the East Timor 2001 Constituent Assembly Election*”を元に作成。なお議席を得ることができなかった政党については省いた。

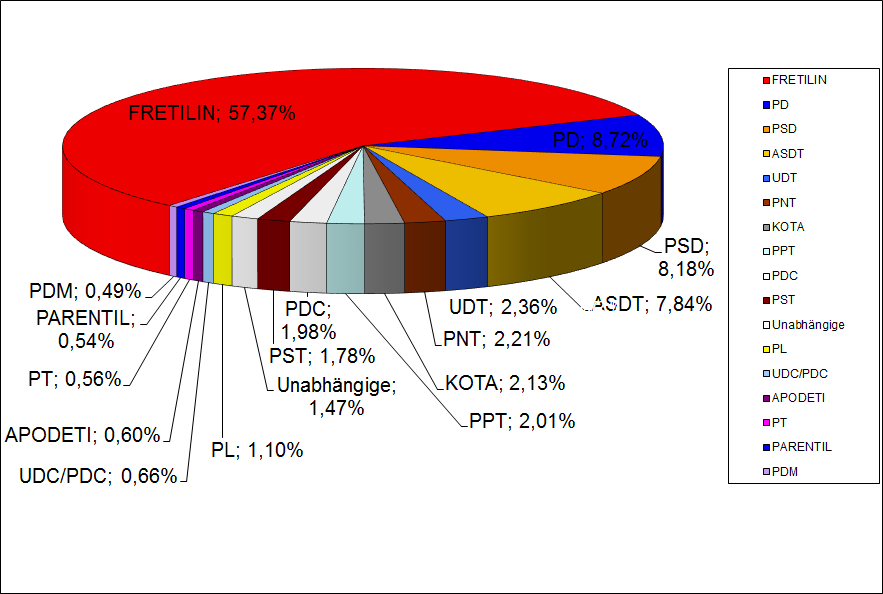
制憲議会党派別得票率円グラフ。
■=フレティリン、■=民主党、■=社会民主党、■=ティモール社会民主協会

| 党名     | 議席数 |
| -------- | ------ |
| FRETILIN | 17     |
| PSD      | 3      |
| ASDT     | 1      |
| PNT      | 1      |
| PST      | 1      |
| 合計     | 23     |

出所：“テイモール・ロロサエ”の“制憲議会選挙投票結果詳細”